# Askblue
A Askblue é uma empresa portuguesa na área da tecnológica e de negócio. Fundada por Pedro Nicolau (CEO) e quatro sócios, desenvolve negócio em vários continentes.
Fundada em 2013, a empresa registou um volume de negócios que cresceu cerca de 42% em 2019 face ao ano anterior, e registou ainda um crescimento superior a 22% em 2021. Possui entre 400 e 500 funcionários. A empresa possui projetos em Portugal, nos Estados Unidos, no Médio Oriente, e no Norte da Europa. Em Outubro de 2022 a empresa implantou-se no Brasil, declarando que irá actuar na área da transformação digital para várias áreas, como o agronegócio.